# Brachopsis concolor
Brachopsis concolor är en skalbaggsart som beskrevs av Saunders 1850. Brachopsis concolor ingår i släktet Brachopsis och familjen långhorningar. Inga underarter finns listade.